# Línea Diésel del Tren Urbano de Recife
El Tren Sur: Cabo ↔ Curado es administrado por el Metro de Recife.

## Historia
Unía originalmente las ciudades de Recife y Maceió hasta que en el año 1980 el transporte de pasajeros de este ramal fue suprimido. Permanecieron sólo los trenes suburbanos que unían la estación de Recife a la de Cabo hasta que en el año 1988 pasó a ser administrado por el Metro de Recife siendo desviado el tramo de Recife a Cajueiro Seco a la estación Curado debido al inicio de las obras de la Línea Sur del Metro.

## Estaciones
| N.º | Estación            | Integración      |
| --- | ------------------- | ---------------- |
| 1   | Curado              | Metro Centro - 1 |
| 2   | Jorge Lins          |                  |
| 3   | Marcos Freire       |                  |
| 4   | Cajueiro Seco       | Metro Sur        |
| 5   | Ângelo de Souza     |                  |
| 6   | Pontezinha          |                  |
| 7   | Ponte dos Carvalhos |                  |
| 8   | Santo Inácio        |                  |
| 9   | Cabo                |                  |

## Curiosidades
La estación Cabo es una de las primeras estaciones que fue construida en Brasil, inaugurada originalmente el 10 de febrero de 1858 por el Ferrocarril Recife a São Francisco, segundo ferrocarril en ser fundado en Brasil.